# Belsk Duży (gmina)
Belsk Duży (daw. gmina Belsk) – gmina wiejska w województwie mazowieckim, w powiecie grójeckim. W latach 1975–1998 gmina położona była w województwie radomskim. W latach 1918–1939, 1945–1954 i 1972–1975 gmina Belsk Duży należała do województwa warszawskiego.
Siedziba gminy to Belsk Duży.
Według danych z 31 grudnia 2017 gminę zamieszkiwało 6561 osób.
1 stycznia 1975 z gminy Belsk Duży wyłączono sołectwo Skurów, włączając je do gminy Grójec. 

## Struktura powierzchni
Według danych z roku 2002 gmina Belsk Duży ma obszar 107,84 km², w tym:
- Powierzchnia użytków rolnych: 9048 ha
  - Drzewa i krzewy owocowe: 6013 ha (74% UR)
  - Grunty orne: 2661 ha (26% UR)
  - Łąki i pastwiska: 615 ha (7% UR)
- Powierzchnia lasów: 1022 ha

Gmina Belsk Duży obejmuje 36 wsi i 34 sołectwa o powierzchni 108 km², a liczba mieszkańców wynosi 6561 osób. Gmina Belsk Duży to przede wszystkim rejon sadowniczy, położona jest w ukształtowanym „grójecko-wareckim” rejonie specjalizacji sadowniczej o znaczeniu krajowym. Gmina ma najwyższy udział nasadzeń drzewami owocowymi w powierzchni użytków rolnych wśród gmin powiatu grójeckiego (66% UR).

## Demografia

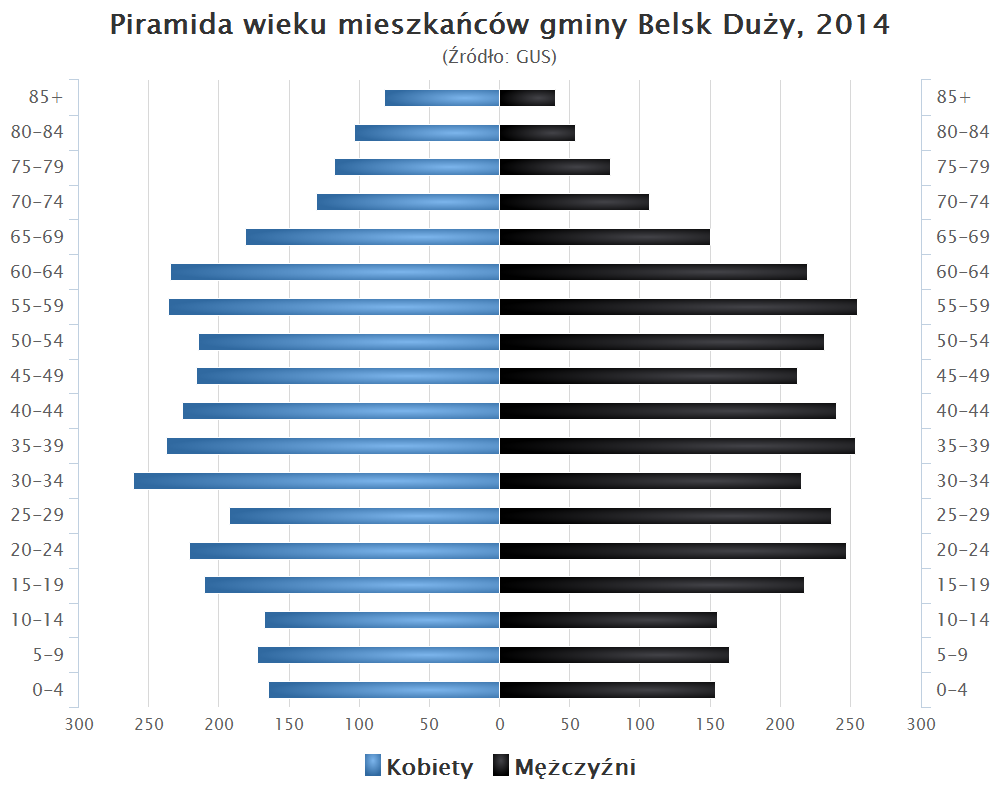
Piramida wieku mieszkańców gminy Belsk Duży w 2014 roku

Dane z 31 grudnia 2017:
| Opis                              | Ogółem | Ogółem | Kobiety | Kobiety | Mężczyźni | Mężczyźni |
| --------------------------------- | ------ | ------ | ------- | ------- | --------- | --------- |
| jednostka                         | osób   | %      | osób    | %       | osób      | %         |
| populacja                         | 6561   | 100    | 3343    | 51,0    | 3218      | 49,0      |
| gęstość zaludnienia (mieszk./km²) | 61     | 61     | 31,1    | 31,1    | 29,9      | 29,9      |

## Położenie gminy
Gmina Belsk Duży położona jest w środkowo-południowej części woj. mazowieckiego w odległości 45 km od Warszawy, w powiecie grójeckim. Bardzo dogodne położenie gminy jak również połączenia komunikacyjne zapewniają przebiegające przez teren gminy drogi:
- Droga krajowa nr 7 Gdańsk – Warszawa – Grójec – Radom – Chyżne klasyfikowana jako ekspresowa i będąca elementem podstawowego układu komunikacyjnego kraju

Oraz drogi wojewódzkie:
- nr 728 Grójec – Belsk Duży – Nowe Miasto n. Pilicą – Końskie
- nr 725 Rawa Mazowiecka – Biała Rawska – Belsk Duży

## Historia gminy Belsk Duży
Pierwsze wzmianki o Belsku pochodzą z roku 1451, występuje on jako Bylsk – od prasłowiańskiej nazwy rodzaju rośliny lub trawy. Dokładniejsze zapisy pochodzą z roku 1827, gdzie Belsk jest wsią w powiecie czerskim obwodu warszawskiego województwa mazowieckiego. Liczy 27 domów i 234 mieszkańców. Ludność wiejska zajmuje się wyrobem sukna.
W roku 1870 Belsk Duży to wieś i folwark w powiecie grójeckim guberni warszawskiej. Ma 350 mieszkańców, 1297 mórg ziemi dworskiej i 440 mórg ziemi włościańskiej. Ma urząd pocztowy i szkołę. Leży w odległości 6 wiorst od Grójca, gdzie znajduje się stacja pocztowa.
Parafia w Belsku Dużym datuje się od 1784 roku. Utworzona została ze wsi odłączonych od parafii grójeckiej i lewiczyńskiej. W Belsku w tym czasie był kościół parafialny murowany. Parafia należała do dekanatu grójeckiego i liczyła 1698 dusz.
W zapisach z 1921 roku Belsk Duży figuruje jako wieś i folwark w gminie Belsk Duży, powiat grójecki, województwo warszawskie. Według Powszechnego Spisu Ludności z dnia 30 września 1921 roku wieś ma 54 budynki mieszkalne, liczy 410 mieszkańców – 186 mężczyzn i 224 kobiety. Wszyscy są narodowości polskiej i wyznania rzymskokatolickiego. Folwark ma 7 budynków mieszkalnych z 172 mieszkańcami, w tym 82 mężczyzn i 90 kobiet.
W 1943 roku Belsk Duży był siedzibą gminy i liczył 608 mieszkańców. W wyniku reformy administracyjnej w latach 70. Belsk był gromadą w powiecie grójeckim. Według Narodowego Spisu Powszechnego z 1970 roku Belsk Duży liczy 618 mieszkańców – 304 mężczyzn i 314 kobiet. Z pracy utrzymywało się 92,5% (572 osoby) natomiast 46 miało niezarobkowe źródło utrzymania.
W tym czasie wieś była siedzibą: Prezydium Gromadzkiej Rady Narodowej, Urzędu Stanu Cywilnego, Gminnej Spółdzielni „Samopomoc Chłopska”, filii Spółdzielni Oszczędnościowo-Pożyczkowej, Państwowego Gospodarstwa Rolnego, Kółka Rolniczego i Koła Gospodyń Wiejskich. Miejscowość ta ma Urząd Pocztowo-Telekomunikacyjny, łączność telefoniczną i przystanek PKS. Wieś ma również Szkołę Podstawową z 12 izbami lekcyjnymi i salą gimnastyczną. Miejscowość miała elektryczność i oświetlenie uliczne oraz wodociąg zakładowy z wodą uzdatnianą. Była również biblioteka, punkt zdrowia, stacja ochrony roślin i punkt unasienniania zwierząt.

## Zabytki kultury i przyrody w gminie Belsk Duży
Dobra kultury wpisane do Centralnego Rejestru Decyzji Konserwatora Zabytków:
- Zespół klasztorny o.o. Paulinów w Łęczeszycach: Strefa ochrony konserwatorskiej – decyzja nr 82/A/81 (dawny klasztor paulinów, kaplica cmentarna, teren cmentarza kościelnego)
- Kościół parafialny w Lewiczynie: Strefa ochrony konserwatorskiej – decyzja nr 79/A/81 (teren zespołu kościelnego wraz z dzwonnicą i terenem cmentarza kościelnego)
- Zespół dawnej poczty z XIX wieku w Belsku Dużym – dec. nr 26/A80
- Zespół pałacowo-parkowy w Małej Wsi z parkiem krajobrazowym o powierzchni 25,76 ha – dec. nr 229/A/83
- Zespół pałacowo-parkowy w Rębowoli z XIX wieku z parkiem krajobrazowym o pow. 3,53 ha dec. 295/A/85
- Zespół dworsko-parkowy w Odrzywołku z parkiem o pow. 2,00 ha z przełomu XVII-XVIII wieku – nr 298/A/85
- Park przydworski w Oczesałach o pow. 9,00 ha – dec. nr 296/
- Kościół parafialny w Belsku Dużym z II poł. XVIII w. Strefa ochrony konserwatorskiej w granicach ogrodzenia – dec. nr 25/A/80. Na terenie kościoła grób Jana Kozietulskiego (1781-1821) pułkownika, uczestnika kampanii napoleońskich, dowódcy słynnej szarży jazdy polskiej pod Somosierrą.
- Zespół folwarczny w Starej Wsi – dec. nr 552/A/98 (gorzelnia, magazyny spirytusu, spichlerz, stodoła, obora, magazyny, warsztaty, stróżówka).

Dobra kultury nie wpisane do CRD Konserwatora Zabytków:
- Cmentarze rzymskokatolickie w miejscowościach: Belsk Duży, Lewiczyn, Zaborówek, Belsk Mały
- Miejsca pamięci narodowej: mogiła z 1863 r. w Belsku Małym, mogiły z II wojny światowej na cmentarzu w Belsku Dużym i Łęczeszycach.

Walory środowiska przyrodniczego objęte ochroną prawną
- rezerwat przyrody Modrzewina o charakterze leśnym unikatowy i jeden z najciekawszych w kraju o powierzchni ponad 300 ha. Reprezentuje naturalne środowisko modrzewia polskiego osiągające okazałe rozmiary z domieszką dębu i lipy.
- Obszar krajobrazu chronionego „Dolina rzeki Jeziorki” obejmujący północno-zachodnią część gminy, zróżnicowany i atrakcyjny krajobrazowo teren związany z systemem rzeki Jeziorki[8].

## Sołectwa
Aleksandrówka, Anielin, Bartodzieje, Belsk Duży, Belsk Mały, Bodzew, Boruty, Daszewice-Rożce, Grotów, Jarochy, Julianów, Koziel, Kussy, Lewiczyn, Łęczeszyce, Maciejówka, Mała Wieś, Oczesały, Odrzywołek, Rębowola, Rosochów, Sadków Duchowny, Sadków-Kolonia, Skowronki, Stara Wieś, Tartaczek, Widów, Wilczogóra, Wilczy Targ, Wola Łęczeszycka, Wola Starowiejska, Wólka Łęczeszycka, Zaborów, Zaborówek.

## Pozostałe miejscowości
Gajówka Lewiczyn, Gajówka Łęczeszyce, Gajówka Modrzewina, Sadków Szlachecki, Złota Góra.

## Sąsiednie gminy
Błędów, Goszczyn, Grójec, Jasieniec, Mogielnica, Pniewy.